# Johanna Tayeau
Johanna Roseline Tayeau (Les Abymes, 7 gennaio 1989) è un'ex cestista francese.

## Carriera
Con la Francia 3x3 ha vinto la medaglia d'oro ai Giochi europei del 2019.